# Tweekleurige hartknoopmier
De tweekleurige hartknoopmier (Cardiocondyla obscurior) is een mierensoort uit de onderfamilie knoopmieren (Myrmicinae). De wetenschappelijke naam van de soort is voor het eerst geldig gepubliceerd in 1929 door Wheeler, W.M..